# Kroger St. Jude International and the Cellular South Cup 2002
Il Kroger St. Jude International and the Cellular South Cup 2002 è stato un torneo giocato sul cemento indoor del Racquet Club of Memphis a Memphis nel Tennessee. 
È stata la 101ª edizione del Regions Morgan Keegan Championships e la 17ª del Cellular South Cup,
facente parte dell'ATP International Series Gold nell'ambito dell'ATP Tour 2002, 
e del Tier III nell'ambito del WTA Tour 2002.

## Campioni

### Singolare maschile
Andy Roddick ha battuto in finale  James Blake con il punteggio di 6–4, 3–6, 7–5.

### Singolare femminile
Lisa Raymond ha battuto in finale  Alexandra Stevenson con il punteggio di 4–6, 6–3, 7–6(9).

### Doppio maschile
Brian MacPhie /  Nenad Zimonjić hanno battuto in finale  Bob Bryan /  Mike Bryan con il punteggio di 6–3, 3–6, 10–4 (Match al tie-break).

### Doppio femminile
Ai Sugiyama /  Olena Tatarkova hanno battuto in finale  Melissa Middleton /  Brie Rippner con il punteggio di 6–4, 2–6, 6–0.